# Mateus Quaresma
Mateus Quaresma Correia (Bom Retiro do Sul, 22 agosto 1996) è un calciatore brasiliano, difensore dell'Avaí.

## Caratteristiche tecniche
È un terzino sinistro.

## Carriera
Cresciuto nel settore giovanile del Lajeadense, debutta in prima squadra il 1º febbraio 2015 in occasione dell'incontro del Campionato Gaúcho pareggiato 1-1 contro l'Internacional. Negli anni seguenti viene ceduto in prestito nelle serie inferiori e statali del calcio brasiliano fino all'approdo a titolo definitivo all'Arouca nel 2020.

## Statistiche

### Presenze e reti nei club
Statistiche aggiornate al 31 luglio 2021.
| Stagione        | Squadra         | Campionato      | Campionato | Campionato | Coppe nazionali | Coppe nazionali | Coppe nazionali | Coppe continentali | Coppe continentali | Coppe continentali | Altre coppe | Altre coppe | Altre coppe | Totale | Totale |
| Stagione        | Squadra         | Comp            | Pres       | Reti       | Comp            | Pres            | Reti            | Comp               | Pres               | Reti               | Comp        | Pres        | Reti        | Pres   | Reti   |
| --------------- | --------------- | --------------- | ---------- | ---------- | --------------- | --------------- | --------------- | ------------------ | ------------------ | ------------------ | ----------- | ----------- | ----------- | ------ | ------ |
| 2015            | Lajeadense      | PD/RS+D         | 7+0        | 0          | CB              | 2               | 0               |                    | -                  | -                  |             | -           | -           | 9      | 0      |
| 2016            | Lajeadense      | PD/RS           | 4          | 0          | CB              | 1               | 0               |                    | -                  | -                  |             | -           | -           | 5      | 0      |
| 2017            | Londrina        | A1/PR+B         | 0+1        | 0          | CB              | 0               | 0               |                    | -                  | -                  | PL          | 0           | 0           | 1      | 0      |
| 2018            | Cuiabá          | PD/MT           | 0          | 0          | CB              | 4               | 0               |                    | -                  | -                  | CV          | 4           | 0           | 8      | 0      |
| 2019            | America-RJ      | A/RJ            | 6          | 0          |                 | -               | -               |                    | -                  | -                  |             | -           | -           | 6      | 0      |
| 2020            | FC Cascavel     | A1/PR+D         | 14+2       | 1+0        |                 | -               | -               |                    | -                  | -                  |             | -           | -           | 16     | 1      |
| 2020-2021       | Arouca          | LdH             | 18+2       | 0          | CP              | 1               | 0               |                    | -                  | -                  |             | -           | -           | 21     | 0      |
| 2021-2022       | Arouca          | PL              | 31         | 0          | CP+CdL          | 1+2             | 0               |                    | -                  | -                  |             | -           | -           | 34     | 0      |
| 2022-2023       | Arouca          | PL              | 32         | 1          | CP+CdL          | 3+6             | 0               |                    | -                  | -                  |             | -           | -           | 41     | 1      |
| 2023-2024       | Arouca          | PL              | 6          | 0          | CP+CdL          | 0+1             | 0               | UECL               | 2                  | 0                  |             | -           | -           | 9      | 0      |
| 2024-gen. 2025  | Arouca          | PL              | 3          | 0          | CP+CdL          | 1+0             | 0               |                    | -                  | -                  |             | -           | -           | 4      | 0      |
| Totale Arouca   | Totale Arouca   | Totale Arouca   | 90+2       | 1          |                 | 15              | 0               |                    | 2                  | 0                  |             | -           | -           | 109    | 1      |
| Totale carriera | Totale carriera | Totale carriera | 126        | 2          |                 | 22              | 0               |                    | 2                  | 0                  |             | 4           | 0           | 154    | 2      |

## Palmarès

### Club

#### Competizioni statali
- Copa FGF: 1

Lajeadense: 2015
- Campionato Mato-Grossense: 1

Cuiabá: 2018
- Campionato Catarinense: 1

Avaí: 2025

#### Competizioni regionali
- Primeira Liga: 1

Londrina: 2017